# Vitis hancockii
Vitis hancockii — вид ліан з родини Виноградові (Vitaceae). Ендемік для Китаю. Росте у лісах, чагарниках та на схилах пагорбів, на висоті від 100 до 600 метрів над рівнем моря. Цвіте з квітня по травень. Плодоносить з травня по червень.